# لاسي سورينسن (لاعب كرة قدم)
لاسي سورينسن (بالدنماركية: Lasse Sørensen)‏ (6 مارس 1982 بالدنمارك - ) هو مدرب كرة قدم ولاعب كرة قدم دانمركي في مركز حراسة المرمى. لعب مع نادي نايستفيد ونادي هورسينس ونادي هيليراب وØlstykke FC ‏ وKøge Nord FC ‏ وFC Roskilde ‏ وبولدكلوبن فرم.

## وصلات خارجية
- لاسي سورينسن على موقع قاعدة بيانات كرة القدم.إي يو (الإنجليزية)